# Harry Reems

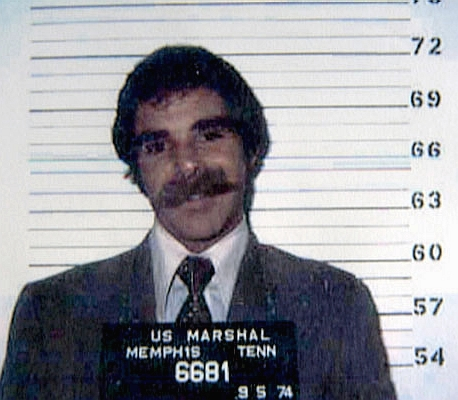
Harry Reems bei seiner Verhaftung 1974 wegen des Films Deep Throat

Harry Reems, eigentlich Herbert Streicher (* 27. August 1947 in New York City, New York; † 19. März 2013 in Salt Lake City, Utah) war ein US-amerikanischer Schauspieler und Pornodarsteller.

## Leben
Harry Reems begann seine Karriere um 1969 mit ersten Rollen in Sexfilmen, bei denen er in der Regel nicht genannt wurde. 1972 spielte er die männliche Hauptrolle in Deep Throat, dem bisher erfolgreichsten Pornofilm. Laut Darstellung im Dokumentarfilm Inside Deep Throat war er initial als Beleuchter für den Film engagiert worden, bevor er kurzfristig zum Darsteller wurde. Reems sowie die Hauptdarstellerin Linda Lovelace erhielten als Gage nur einen Betrag von je 1200,- US-Dollar, während der Film nach verschiedenen Abschätzungen etwa 600 Millionen Dollar einspielte. Nach diesem Erfolg wurde Reems zu einem der bekannten Pornodarsteller der 1970er und 1980er Jahre; er agierte auch unter zahlreichen Pseudonymen.
Für sein Mitwirken in Deep Throat wurde er im Juli 1974 vom FBI wegen bandenmäßiger Verbreitung von Pornografie über Grenzen von Bundesstaaten hinweg verhaftet und im April 1976 verurteilt. Die Anklage wurde jedoch im August 1977 nach einem Einspruch und der Änderung der Rechtslage fallen gelassen. Sein Rechtsbeistand war Alan M. Dershowitz. Im 1978 erschienenen Film Grease hätte Reems die Rolle des Coaches spielen sollen. Paramount Pictures gab die Rolle jedoch an Sid Caesar, da Proteste gegen Reems den Erfolg des Films bedroht haben sollen.
Ende der 1980er Jahre zog sich Reems aus dem Geschäft zurück und machte eine Entziehungskur, um seine Alkoholprobleme zu bekämpfen. 1990 heiratete er die tief religiöse Jeanne Sterret, konvertierte selbst zum Christentum und arbeitete in Park City als Immobilienmakler. Reems, der an Bauchspeicheldrüsenkrebs erkrankt war, starb am 19. März 2013 in einem Krankenhaus in Salt Lake City an akutem Leberversagen.

## Trivia
- Mit dem „Harry Reems Athletic Club“[5] hatte Harry Reems einen inoffiziellen Fanclub, der angeblich weltweit über 44.000 Mitglieder hatte.[6]

## Auszeichnungen
- 1986 AVN Award: Best Actor – Film

## Filmografie (Auswahl)
- 1972: Deep Throat
- 1972: Meatball
- 1973: The Devil in Miss Jones
- 1973: Es geschah in Hollywood (It Happened in Hollywood)
- 1974: Deep Throat Part II
- 1974: Forced Entry
- 1974: Teuflische Brüste (Deadly Weapons)
- 1975: Linda Lovelace Meets Miss Jones
- 1975: Sometime Sweet Susan
- 1975: Christy
- 1975: Butterfly
- 1975: Justine & Juliette
- 1975: Every Inch a Lady
- 1975: More
- 1975: Sherlick Holmes
- 1975: Summer of Laura
- 1976: Luna di miele in tre
- 1976: Lettomania
- 1976: Erotic Dr. Jekyll
- 1976: Miss Nude America
- 1976: French School Girls
- 1976: Sex Wish
- 1976: Skandinavische Lust (Bel Ami)
- 1977: Let Me Die a Woman
- 1977: French Deep Throat (Bouches gourmandes)
- 1977: The Confessions of Linda Lovelace
- 1978: Harry and His Geisha Girls
- 1979: Love Syndrome
- 1980: Les chiens chauds
- 1985: The Grafenberg Spot